# Kodeks karny wykonawczy (1997)
Kodeks karny wykonawczy (k.k.w.) – polski akt normatywny regulujący zasady wykonywania orzeczeń sądowych w sprawach karnych i o wykroczenia, w tym o przestępstwa i wykroczenia skarbowe, a także kar porządkowych i środków przymusu skutkujących pozbawieniem wolności.
W części ogólnej zawiera wykaz organów uprawnionych do wykonywania kar, środków karnych, kompensacyjnych i innych rodzajów rozstrzygnięć, określa prawa i obowiązki skazanego, a także ustanawia podstawowe zasady wykonywania orzeczeń wspólne dla wszystkich typów rozstrzygnięć. Część szczególna zawiera natomiast szczegółowe reguły wykonywania poszczególnych rodzajów decyzji sądu.